# Баби, Владимир Зиновьевич
Владимир Зиновьевич Баби (10 февраля 1913, Москва—6 октября 1944) — майор Рабоче-крестьянской Красной Армии, участник Великой Отечественной войны, Герой Советского Союза (1945).

## Биография
Владимир Баби родился 10 февраля 1913 года в Москве в рабочей семье. Учился в московской школе № 18, в 1931 году окончил первый курс электромеханического института. Работал электромонтёром, слесарем. В 1931 году был призван на службу в Рабоче-крестьянскую Красную Армию. В 1933 году окончил училище танковых техников в Москве. С июня 1941 года — на фронтах Великой Отечественной войны. К октябрю 1944 года майор Владимир Баби командовал танковым батальоном 117-й танковой бригады 1-го танкового корпуса 2-й гвардейской армии 1-го Прибалтийского фронта. Отличился в бою за освобождение города Кельме Литовской ССР.
6 октября 1944 года танковый батальон под командованием майора Баби, обойдя вражеский опорный пункт, вошёл в Кельме. В бою за город батальон подбил четыре немецких танка, уничтожил восемь орудий и около 150 солдат и офицеров противника. В бою Баби погиб. Похоронен в Кельме, одна из улиц города названа в его честь.
Указом Президиума Верховного Совета СССР от 24 марта 1945 года майор Владимир Баби посмертно был удостоен высокого звания Героя Советского Союза.
Был также награждён орденом Красного Знамени и медалью.